# Eutaenia albomaculata
Eutaenia albomaculata är en skalbaggsart som beskrevs av Stefan von Breuning 1935. Eutaenia albomaculata ingår i släktet Eutaenia och familjen långhorningar.
Artens utbredningsområde är Burma. Inga underarter finns listade i Catalogue of Life.